# وزارة العدل (تونس)
وزارة العدل هي الوزارة المسؤولة عن سلطة قضائية في تونس. تأسست الوزارة في 26 أبريل 1921، وأول حامل للمنصب هو طاهر خير الدين.

## المهام
وزارة العدل مكلفة حسب الأمر عدد 1062 لسنة 1974 مؤرخ في 28 نوفمبر 1974 ب:
- إعداد وتطبيق السياسة القضائية.
- إعداد مشاريع النصوص التي تهم سير القضاء وإبداء الرأي بشأن سائر مشاريع القوانين والنصوص الترتيبية التي تعرض عليها من طرف الوزارات الأخرى.
- إعداد مشاريع الإتفاقيات الدولية في المادة القضائية والمساهمة في المفاوضات التي تجرى بشأنها.
- تنظيم المصالح العمومية القضائية وتفقدها بالسهر على حسن سيرها وإتخاذ كل ما من شأنه أن يساهم في تحسينها والنهوض بها، وإجراء رقابة على كل المؤسسات الراجعة لها بالنظر.
- إجراء رقابة على المهن القضائية ومساعدي القضاء.
- تسليم شهادات الجنسية وإعداد مشاريع النصوص المتعلّقة بالتجنس أو فقدان الجنسية التونسية وتنسيق نشاط الرقابة التي تجرى على مصالح الحالة المدنية.
- إجراء الأبحاث في مطالب العفو والسراح الشرطي وإسترداد الحقوق وإعادة النظر.

وبعد إلحاق مؤسسات السجون والإصلاح وقطاع حقوق الإنسان بالوزارة بين 2002 و2011 أصبحت مشمولاتها تغطي أيضا:
- ضمان تنفيذ العقوبات الأصلية والتكميلية الصادرة عن المحاكم
- النهوض بحقوق الإنسان بمختلف جوانبها والسهر على دعمها وذلك بـ:
  - تقديم الاقتراحات التي من شأنها أن تساهم في تطوير التشريع في هذا المجال
  - التعاون مع الهيئآت العمومية المهتمة بحقوق الإنسان
  - تبني كل المبادرات التي ترمي إلى النهوض بحقوق الإنسان وتجيـر ثقافتها في المجتمع.
  - متابعة نشاط المنظمات الدولية في هذا المجال.

## مؤسسات ملحقة
تشرف وزارة العدل على الهياكل والمؤسسات التالية:
- المعهد الأعلى للقضاء
- المعهد الأعلى للمحاماة
- مركز الدراسات القانونية والقضائية
- الإدارة العامة للسجون والإصلاح
- المدرسة الوطنية للسجون والإصلاح
- مؤسسات السجون والإصلاح
- ديوان مساكن القضاة وأعوان الوزارة
- الهيئة الوطنية لحماية المعطيات الشخصية

## وزراء العدل

### قبل الاستقلال
| الصورة | الاسم                | الوزير الأكبر                                               | الحكومة        | بداية العهدة  | نهاية العهدة   |
| ------ | -------------------- | ----------------------------------------------------------- | -------------- | ------------- | -------------- |
|        | طاهر خير الدين       | محمد الطيب الجلولي مصطفى الدنقزلي خليل بوحاجب الهادي الأخوة | بوحاجب الأخوة  | 1921          | 1934           |
|        | علي السقاط           | الهادي الأخوة                                               | الأخوة         | 1934          | 1935           |
|        | سالم الصنادلي        | الهادي الأخوة                                               | الأخوة         | 1935          | 1936           |
|        | عبد الجليل الزاوش    | الهادي الأخوة                                               | الأخوة         | 1936          | 31 ديسمبر 1942 |
|        | صالح فرحات           | محمد شنيق                                                   | شنيق الأولى    | 1 يناير 1943  | 15 مايو 1943   |
|        | الحبيب الجلولي       | صلاح الدين البكوش                                           | البكوش الأولى  | 15 مايو 1943  | 19 يوليو 1947  |
|        | محمد عبد العزيز جعيط | مصطفى الكعاك                                                | الكعاك         | 19 يوليو 1947 | 16 أغسطس 1950  |
|        | صالح بن يوسف         | محمد شنيق                                                   | شنيق الثانية   | 17 أغسطس 1950 | 16 مارس 1952   |
|        | الصادق الجزيري       | صلاح الدين البكوش                                           | البكوش الثانية | 28 مارس 1952  | 1 مارس 1954    |
|        | الطاهر الأخضر        | محمد الصالح مزالي                                           | مزالي          | 2 مارس 1954   | 17 يونيو 1954  |
|        | الصادق المقدم        | الطاهر بن عمار                                              | بن عمار        | 7 أغسطس 1954  | 7 سبتمبر 1955  |
|        | موسى الكاظم بن عاشور | الطاهر بن عمار                                              | بن عمار        | 7 سبتمبر 1955 | 15 أبريل 1956  |

### بعد الاستقلال
| الوزير | الوزير | الوزير                     | الحزب | الحزب                                               | الحكومة                                                      | تواريخ العهدة  | تواريخ العهدة  |
| ------ | ------ | -------------------------- | ----- | --------------------------------------------------- | ------------------------------------------------------------ | -------------- | -------------- |
| 1      |        | أحمد المستيري              |       | الحزب الحر الدستوري الجديد                          | حكومة الحبيب بورقيبة الأولى                                  | 15 أبريل 1956  | 30 ديسمبر 1958 |
| 2      |        | الهادي خفشة                |       | الحزب الحر الدستوري الجديد الحزب الاشتراكي الدستوري | حكومة الحبيب بورقيبة الثانية                                 | 30 ديسمبر 1958 | 5 سبتمبر 1966  |
| 3      |        | المنجي سليم                |       | الحزب الاشتراكي الدستوري                            | حكومة الحبيب بورقيبة الثانية                                 | 5 سبتمبر 1966  | 6 سبتمبر 1969  |
| 3      |        | محمد السنوسي               |       | الحزب الاشتراكي الدستوري                            | حكومة الحبيب بورقيبة الثانية حكومة الباهي الأدغم             | 6 سبتمبر 1969  | 12 يونيو 1970  |
| 4      |        | الحبيب بورقيبة الابن       |       | الحزب الاشتراكي الدستوري                            | حكومة الباهي الأدغم                                          | 12 يونيو 1970  | 6 نوفمبر 1970  |
| 5      |        | محمد الفيتوري              |       | الحزب الاشتراكي الدستوري                            | حكومة الهادي نويرة                                           | 6 نوفمبر 1970  | 29 أكتوبر 1971 |
| 6      |        | محمد بن للونة              |       | الحزب الاشتراكي الدستوري                            | حكومة الهادي نويرة                                           | 29 أكتوبر 1971 | 5 يونيو 1973   |
| 7      |        | صلاح الدين بالي            |       | الحزب الاشتراكي الدستوري                            | حكومة الهادي نويرة                                           | 5 يونيو 1973   | 25 أبريل 1980  |
| 8      |        | مَحمد شاكر                  |       | الحزب الاشتراكي الدستوري                            | حكومة محمد المزالي                                           | 25 أبريل 1980  | 29 أكتوبر 1984 |
| 9      |        | رضا بن علي                 |       | الحزب الاشتراكي الدستوري                            | حكومة محمد المزالي                                           | 29 أكتوبر 1984 | 12 فبراير 1986 |
| 10     |        | محمد صالح العياري          |       | الحزب الاشتراكي الدستوري التجمع الدستوري الديمقراطي | حكومة رشيد صفر حكومة زين العابدين بن علي حكومة الهادي البكوش | 12 فبراير 1986 | 12 أبريل 1988  |
| 11     |        | صلاح الدين بالي            |       | التجمع الدستوري الديمقراطي                          | حكومة الهادي البكوش                                          | 12 أبريل 1988  | 27 يوليو 1988  |
| 12     |        | حامد القروي                |       | التجمع الدستوري الديمقراطي                          | حكومة الهادي البكوش                                          | 27 يوليو 1988  | 27 سبتمبر 1989 |
| 13     |        | مصطفى بوعزيز               |       | التجمع الدستوري الديمقراطي                          | حكومة حامد القروي                                            | 27 سبتمبر 1989 | 3 مارس 1990    |
| 14     |        | الشاذلي النفاتي            |       | التجمع الدستوري الديمقراطي                          | حكومة حامد القروي                                            | 3 مارس 1990    | 20 فبراير 1991 |
| 15     |        | عبد الرحيم الزواري         |       | التجمع الدستوري الديمقراطي                          | حكومة حامد القروي                                            | 20 فبراير 1991 | 9 يونيو 1992   |
| 16     |        | الصادق شعبان               |       | التجمع الدستوري الديمقراطي                          | حكومة حامد القروي                                            | 9 يونيو 1992   | 22 يناير 1997  |
| 17     |        | عبد الله القلال            |       | التجمع الدستوري الديمقراطي                          | حكومة حامد القروي                                            | 22 يناير 1997  | 17 نوفمبر 1999 |
| 18     |        | البشير التكاري             |       | التجمع الدستوري الديمقراطي                          | حكومة محمد الغنوشي الأولى                                    | 17 نوفمبر 1999 | 15 يناير 2010  |
| 19     |        | الأزهر بوعوني              |       | التجمع الدستوري الديمقراطي                          | حكومة محمد الغنوشي الأولى                                    | 15 يناير 2010  | 17 يناير 2011  |
| 20     |        | الأزهر القروي الشابي       |       | مستقل                                               | حكومة محمد الغنوشي الثانية حكومة الباجي قايد السبسي          | 17 يناير 2011  | 24 ديسمبر 2011 |
| 21     |        | نور الدين البحيري          |       | حركة النهضة                                         | حكومة حمادي الجبالي                                          | 24 ديسمبر 2011 | 13 مارس 2013   |
| 22     |        | نذير بن عمو                |       | مستقل                                               | حكومة علي العريض                                             | 13 مارس 2013   | 29 يناير 2014  |
| 23     |        | حافظ بن صالح               |       | مستقل                                               | حكومة المهدي جمعة                                            | 29 يناير 2014  | 6 فبراير 2015  |
| 24     |        | محمد صالح بن عيسى          |       | مستقل                                               | حكومة الحبيب الصيد                                           | 6 فبراير 2015  | 20 أكتوبر 2015 |
| 25     |        | فرحات الحرشاني (بالنيابة)  |       | مستقل                                               | حكومة الحبيب الصيد                                           | 20 أكتوبر 2015 | 6 يناير 2016   |
| 26     |        | عمر منصور                  |       | مستقل                                               | حكومة الحبيب الصيد                                           | 6 يناير 2016   | 27 أغسطس 2016  |
| 27     |        | غازي الجريبي               |       | مستقل                                               | حكومة يوسف الشاهد                                            | 27 أغسطس 2016  | 14 نوفمبر 2018 |
| 28     |        | محمد كريم الجموسي          |       | مستقل                                               | حكومة يوسف الشاهد                                            | 14 نوفمبر 2018 | 27 فبراير 2020 |
| 29     |        | ثريا الجريبي               |       | مستقلة                                              | حكومة إلياس الفخفاخ                                          | 27 فبراير 2020 | 2 سبتمبر 2020  |
| 30     |        | محمد بوستة                 |       | مستقل                                               | حكومة هشام المشيشي                                           | 2 سبتمبر 2020  | 15 فبراير 2021 |
| 31     |        | حسناء بن سليمان (بالنيابة) |       | مستقلة                                              | حكومة هشام المشيشي                                           | 15 فبراير 2021 | 26 يوليو 2021  |
| 32     |        | ليلى جفال                  |       | مستقلة                                              | حكومة نجلاء بودن                                             | 11 اكتوبر 2021 | (الآن)         |

## وصلات خارجية
- موقع الوزارة.